# Azamgarh (stad)
Azamgarh is een stad en gemeente in het district Azamgarh van de Indiase staat Uttar Pradesh. 

## Demografie
Volgens de Indiase volkstelling van 2001 wonen er 104.943 mensen in Azamgarh, waarvan 49% mannelijk en 51% vrouwelijk is. De plaats heeft een alfabetiseringsgraad van 14%. 